# ポケットモンスター (劇場版)
ポケットモンスター (劇場版)（ポケットモンスター げきじょうばん）では、『劇場版ポケットモンスター』などの、ゲームソフト『ポケットモンスターシリーズ』を原作とするテレビアニメ『ポケットモンスターシリーズ』の劇場版アニメ映画作品について解説する。

## 概要
東宝による配給で、作品群の通称は、第1作（1998年）から第16作（2013年）までは「ピカチュウ・ザ・ムービー」（PIKACHU THE MOVIE）で、第17作（2014年）から第19作（2016年）までは『ポケモン・ザ・ムービー○○（シリーズタイトル名）』（Pokémon the movie ○○）である。2019年新型コロナウイルスの感染拡大により冬季公開に変更された第23作（2020年）を除き全作品が夏休み映画として公開されているが、2021年は映画が開始されて以来初めて公開されない年となり、2022年の夏は「25周年ポケモン映画祭」として投票で選ばれた過去の3作品が上映された。
監督は、第20作（2017年）までと第22作（2019年）はTVアニメシリーズ総監督の湯山邦彦が、第21作（2018年）・第23作（2020年）は『ポケットモンスター ベストウイッシュ』より参加している矢嶋哲生が、第22作（2019年）は湯山と共同という形で榊原幹典が務めている。予告映像は本編からの流用ではなく、専用のものが制作されている。劇伴（音楽）は『黒き英雄 ゼクロム』『ココ』を除き全作品宮崎慎二による。「ピカチュウ・ザ・ムービー」のロゴは4作目まで（アメリカでは3作目まで）は毎年異なったが、5作目から16作目まで（アメリカでは4作目から16作目まで）はほぼ統一されている。
一部の例外を除き、作品中メインとなるポケモンはそれまでのゲーム版で公開されていなかった初登場のポケモンとなることが多く、制作初期はそのポケモン名を組み込まない仮タイトルを公開し、時機を見てそのポケモン名を入れた正式タイトルを発表する流れを基本としている。

### 製作
毎年、様々な芸能人がゲスト声優として参加しており、山寺宏一はこれまでの全作品に参加している。その他には、7作目『裂空の訪問者 デオキシス』から9作目までは山寺と同じく『おはスタ』に出演していたベッキーが連続で出演した。10作目以降は、テレビ東京系放送のポケモン情報番組（『ポケモン☆サンデー』→『ポケモンスマッシュ!』→『ポケモンゲット☆TV』→『ポケモンの家あつまる?』）にレギュラー出演していた中川翔子が参加しており、出演決定の際は同番組内で役名が発表されるのが恒例であった。

### エンディングテーマ
主題歌を手掛ける歌手は、小林幸子のような演歌歌手から、安室奈美恵、PUFFY、スキマスイッチ、Every Little Thing、いきものがかりなどのJ-POPアーティスト、サラ・ブライトマンのような海外アーティストなど、様々で幅広い。林明日香は異なる主題歌で2回主題歌を担当、小林幸子は1作目主題歌を22作目にて中川翔子（12作目の主題歌も担当）を加えセルフカバーしている。

### 評価
2008年3月、シリーズ全体の功績を評価され、第17回日本映画批評家大賞特別功労賞（増淵健賞）が「ピカチュウプロジェクト」に贈られた。シリーズとしては初の受賞である。子供向けのアニメ作品としては、2004年に田山力哉賞を受賞した当時の『ドラえもん』声優陣に続く2例目。
2011年上映の14作目『劇場版ポケットモンスター ベストウイッシュ ビクティニと黒き英雄 ゼクロム・白き英雄 レシラム』時点での合計で、観客動員数は6,074万人、興行収入は644.2億円にまで達し、2015年上映の18作目『ポケモン・ザ・ムービーXY 光輪の超魔神 フーパ』時点での合計で、観客動員数が7,000万人を突破し、国内邦画のヒットシリーズとして確立した。
またシリーズで唯一、2002年上映の5作目『劇場版ポケットモンスター 水の都の護神 ラティアスとラティオス』が第76回アカデミー長編アニメ映画賞に出品された。
最も興行成績が良かった作品として、1998年上映の1作目『劇場版ポケットモンスター ミュウツーの逆襲』、2000年上映の3作目『劇場版ポケットモンスター 結晶塔の帝王 ENTEI』の計2作品がゴールデングロス賞日本映画部門最優秀金賞を受賞した。
他にも、2001年上映の4作目『劇場版ポケットモンスター セレビィ 時を超えた遭遇』、2003年上映の6作目『劇場版ポケットモンスター アドバンスジェネレーション 七夜の願い星 ジラーチ』といった計9作品がゴールデングロス賞日本映画部門優秀銀賞を受賞した。

### テレビシリーズとの比較
TVシリーズに比べて劇場版シリーズは描写がリアル寄りになっており、例として「TVアニメ版ならば高所から人が落下すると地面に人型の穴が開くところを、劇場版では普通に怪我をする」等がある。TVアニメでは恒例のロケット団が「やな感じ〜」と飛ばされて星になるくだりは、話の展開に関わるようなシーンではやらないようにしているとのこと。また、「幻のポケモンを図鑑に登録してしまうのはどうなのか」ということで映画の中では、図鑑は使わないことにしているとのこと。TVシリーズのキャラクターは登場するものの、内容上のつながりはあまり意識されていないことからパラレルワールドとも言えるが、TVシリーズでも劇場版と関連するシーンやエピソードが盛り込まれることはある。また20作目以降は、TVシリーズと関連しないオリジナルストーリーやリメイク版が公開されている。

### メディアミックス
6作目『七夜の願い星 ジラーチ』からは、ゲーム版では通常では入手できないポケモンのデータを入手できる特別前売り券が販売されるようになり、以降の作品でも同様の前売り券が販売されている。10作目『ディアルガVSパルキアVSダークライ』から21作目『みんなの物語』までは、映画館内でもニンテンドーDS・ニンテンドー3DS本体のワイヤレス通信機能を用いたポケモンのデータ配布が実施されていた。また入場者特典として限定のポケモンカード・ポケモントレッタ・ガオーレディスク等が配布される事がある。
長編映画はすべて、てんとう虫コミックスで漫画化されている。第5作まではフルカラー印刷のアニメコミック（アニメ本編のシーンを使用してコマ割りして吹き出しをそえたもの）のみ存在するが、第6作以降は漫画家にコミカライズさせた執筆形式の漫画作品も出版されている。これは映画公開にあわせて、月刊コロコロコミック本誌にタイアップのかたちでネタバレ対策の観点からストーリーの途中まで連載されたものをまとめたものである。当初は毎年異なる漫画家を起用していたが、第13作から第16作まで井上桃太が連続して漫画化を担当した。第13作以降は、長編映画がノベライズされた小説が出版されている。
上映から1年後には、その年の新作の宣伝を兼ねてテレビ放送が行われるが、2005年からは放送時間の関係で、冒頭部分（作品全体についての説明が毎年冒頭で行われている）やエンディングの部分を中心に、一部のシーンがカットされている。これとは別に、アニメ専門チャンネルのキッズステーション（テレビ版も放送しているが、2013年2月17日からはデジタルリマスターHD版（第1作～第5作）を放送）でも、各作品が不定期（主に週末の特番枠）に放送されている（ただし、短編作品『ピチューとピカチュウ』は未放送）ほか、地上波では、一部の局で年末年始の時期に特番で放送されている（いずれも一部シーンのカットはない）。夏に放送の場合はテレビ版のネット局全てで放送されるが、年末年始の場合はテレビ東京系列以外の独立UHF局では、一部の局のみの放送となる。映画で使われたBGMは、その後TVシリーズで使用されることがある。
2007年9月21日には、劇場版10周年を記念して第9作までの全作品（同時上映された短編を含む）を収録したDVD-BOX『劇場版ポケットモンスター PIKACHU THE MOVIE BOX』が限定生産で発売された（第5作までと第6作以降を収録した2巻構成）。特典として、復刻版のミニチュア劇場パンフレット（長編のみ）、各作品の予告編を収録したスペシャルディスク、特製のデータブックが封入された。通常のパッケージ版は第1作からDVDとVHSで発売されていたが、VHS発売は第8作『ミュウと波導の勇者 ルカリオ』で終了。また、Blu-ray版は第14作の『ビクティニと黒き英雄 ゼクロム/白き英雄 レシラム』から発売されるようになり、それ以前の作品13作品と短編シリーズを収録したBlu-ray BOX『PIKACHU THE MOVIE PREMIUM BOX 1998-2010』が限定生産で発売され、さらにDVDも上記DVD-BOXに以降の4作品を加えて発売された。

#### 25周年ポケモン映画祭
『劇場版ポケットモンスター ココ』以降は新作の制作は行われておらず、2022年はアニメ25周年を記念し、歴代劇場版作品23作品の人気投票を行い、上位3作品が同年8月11日から9月8日まで期間限定で上映される企画「夏の思い出、ゲットだぜ！25周年ポケモン映画祭」が開催された。上映作品は2022年8月11日に『水の都の護神 ラティアスとラティオス / ピカピカ星空キャンプ』、同年8月19日に『七夜の願い星 ジラーチ / おどるポケモンひみつ基地』、同年8月26日に『ディアルガVSパルキアVSダークライ』。

## 作品一覧

### 長編作品
- 監督：湯山邦彦（1 - 20・22）、矢嶋哲生（21・23）、榊原幹典（22）
- ゲスト声優：山寺宏一（1 - 23[注 4]）、ベッキー（7 - 9）、中川翔子（10 - 15・17 - 21[注 5]・23）

| 通算 | シリーズ   | タイトル                                        | 脚本              | 公開日          | 興行収入 | 配給収入 | 順位 （邦画） | 順位（全体） | VHSビデオ    | DVD            | Blu-ray        | ゲスト声優                                                     |
| ---- | ---------- | ----------------------------------------------- | ----------------- | --------------- | -------- | -------- | ------------- | ------------ | ------------ | -------------- | -------------- | -------------------------------------------------------------- |
| 1    | 無印       | ミュウツーの逆襲                                | 首藤剛志          | 1998年 7月18日  | 72.4億円 | 41.5億円 | 2位           | 4位          | 単独リリース | 短編と同時収録 | Blu-ray BOX    | 市村正親、小林幸子、佐藤藍子、レイモンド・ジョンソン           |
| 2    | 無印       | 幻のポケモン ルギア爆誕                         | 首藤剛志          | 1999年 7月17日  | 64億円   | 35億円   | 1位           | 5位          | 単独リリース | 短編と同時収録 | Blu-ray BOX    | 鹿賀丈史、浜田雅功（ダウンタウン）                             |
| 3    | 無印       | 結晶塔の帝王 ENTEI                              | 首藤剛志 園田英樹 | 2000年 7月8日   | 48.5億円 |          | 1位           | 3位          | 単独リリース | 短編と同時収録 | Blu-ray BOX    | 竹中直人、加藤あい、薬丸裕英                                   |
| 4    | 無印       | セレビィ 時を超えた遭遇                         | 園田英樹          | 2001年 7月7日   | 39.0億円 |          | 2位           | 9位          | 単独リリース | 単独リリース   | Blu-ray BOX    | 佐野史郎、鈴木杏、藤井隆                                       |
| 5    | 無印       | 水の都の護神 ラティアスとラティオス             | 園田英樹          | 2002年 7月13日  | 26.7億円 |          | 4位           | 15位         | 単独リリース | 単独リリース   | Blu-ray BOX    | 神田うの、釈由美子、グッチ裕三、広川太一郎                     |
| 6    | AG         | 七夜の願い星 ジラーチ                           | 園田英樹          | 2003年 7月19日  | 45.0億円 |          | 2位           | 9位          | 単独リリース | 単独リリース   | Blu-ray BOX    | 牧瀬里穂、パパイヤ鈴木                                         |
| 7    | AG         | 裂空の訪問者 デオキシス                         | 園田英樹          | 2004年 7月17日  | 43.8億円 |          | 4位           | 9位          | 単独リリース | 単独リリース   | Blu-ray BOX    | 上原多香子、ジョン・カビラ、KABA.ちゃん                        |
| 8    | AG         | ミュウと波導の勇者 ルカリオ                     | 園田英樹          | 2005年 7月16日  | 43.0億円 |          | 2位           | 6位          | 単独リリース | 単独リリース   | Blu-ray BOX    | 岡江久美子、菊池桃子、キングコング                             |
| 9    | AG         | ポケモンレンジャーと蒼海の王子 マナフィ         | 園田英樹          | 2006年 7月15日  | 34.0億円 |          | 7位           | 13位         | なし         | 単独リリース   | Blu-ray BOX    | 藤岡弘、、眞鍋かをり、ホリ                                     |
| 10   | DP         | ディアルガVSパルキアVSダークライ                | 園田英樹          | 2007年 7月14日  | 50.2億円 |          | 2位           | 6位          | なし         | 単独リリース   | Blu-ray BOX    | 石坂浩二、山本耕史、加藤ローサ、ロバート                       |
| 11   | DP         | ギラティナと氷空の花束 シェイミ                 | 園田英樹          | 2008年 7月19日  | 48.0億円 |          | 4位           | 7位          | なし         | 単独リリース   | Blu-ray BOX    | 中村獅童、南明奈、TIM、クリスタル・ケイ                        |
| 12   | DP         | アルセウス 超克の時空へ                         | 園田英樹          | 2009年 7月18日  | 46.7億円 |          | 2位           | 5位          | なし         | 単独リリース   | Blu-ray BOX    | 美輪明宏、髙嶋政宏、北乃きい、ロバート                         |
| 13   | DP         | 幻影の覇者 ゾロアーク                           | 園田英樹          | 2010年 7月10日  | 41.6億円 |          | 5位           | 10位         | なし         | 単独リリース   | Blu-ray BOX    | 陣内孝則、塚本高史、加藤夏希                                   |
| 14   | BW         | ビクティニと黒き英雄 ゼクロム/白き英雄 レシラム | 園田英樹          | 2011年 7月16日  | 43.3億円 |          | 2位           | 5位          | なし         | 2作セット      | 2作セット      | 高橋英樹、谷原章介、つるの剛士、石原さとみ、大地真央、水樹奈々 |
| 15   | BW         | キュレムVS聖剣士 ケルディオ                     | 園田英樹          | 2012年 7月14日  | 36.1億円 |          | 7位           | 9位          | なし         | 短編と同時収録 | 短編と同時収録 | 高橋克実、ローラ                                               |
| 16   | BW         | 神速のゲノセクト ミュウツー覚醒                 | 園田英樹          | 2013年 7月13日  | 31.7億円 |          | 8位           | 11位         | なし         | 短編と同時収録 | 短編と同時収録 | 高島礼子、平成ノブシコブシ、吉岡聖恵（いきものがかり）         |
| 17   | XY XY&Z    | 破壊の繭とディアンシー                          | 園田英樹          | 2014年 7月19日  | 29.1億円 |          | 10位          | 15位         | なし         | 短編と同時収録 | 短編と同時収録 | 三田佳子、足立梨花、中川家、内田篤人                           |
| 18   | XY XY&Z    | 光輪の超魔神 フーパ                             | 冨岡淳広          | 2015年 7月18日  | 26.1億円 |          | 12位          | 21位         | なし         | 短編と同時収録 | 短編と同時収録 | 藤原竜也、篠原信一                                             |
| 19   | XY XY&Z    | ボルケニオンと機巧のマギアナ                    | 冨岡淳広          | 2016年 7月16日  | 21.5億円 |          | 13位          | 24位         | なし         | 単独リリース   | 単独リリース   | 市川染五郎、松岡茉優、あばれる君                               |
| 20   | オリジナル | キミにきめた!                                   | 米村正二          | 2017年 7月15日  | 35.5億円 |          | 4位           | 14位         | なし         | 単独リリース   | 単独リリース   | 本郷奏多、佐藤栞里、古田新太                                   |
| 21   | オリジナル | みんなの物語                                    | 梅原英司 高羽彩   | 2018年 7月13日  | 30.9億円 |          | 8位           | 17位         | なし         | 単独リリース   | 単独リリース   | 芦田愛菜、川栄李奈、濱田岳、大倉孝二、野沢雅子                 |
| 22   | 無印       | ミュウツーの逆襲 EVOLUTION                      | 首藤剛志          | 2019年 7月12日  | 29.8億円 |          | 9位           | 21位         | なし         | 単独リリース   | 単独リリース   | 市村正親、小林幸子、レイモンド・ジョンソン                     |
| 23   | オリジナル | ココ                                            | 冨岡淳広 矢嶋哲生 | 2020年 12月25日 | 20.2億円 |          | 14位          | 19位         | なし         | 単独リリース   | 単独リリース   | 上白石萌歌、中村勘九郎                                         |

### 短編作品
全ての作品がポケモン達の視点でストーリーが進行し、サトシなどの人間のキャラクターは下半身（もしくは後ろ姿か首から下、または口）のみ描かれる。（ニャースの妄想として登場する）サカキだけ顔も描かれていた。
| 通算 | シリーズ | タイトル                                 | 脚本     | 公開日        | ナレーション | 劇場公開 | 機内上映 | DVD（Blu-ray） | ビデオ       | 備考                             |
| ---- | -------- | ---------------------------------------- | -------- | ------------- | ------------ | -------- | -------- | -------------- | ------------ | -------------------------------- |
| 1    | 無印     | ピカチュウのなつやすみ                   | 園田英樹 | 1998年7月18日 | 佐藤藍子     | あり     | なし     | 長編と同時収録 | 単独リリース | * 1998年劇場長編アニメと同時公開 |
| 2    | 無印     | ピカチュウたんけんたい                   | 園田英樹 | 1999年7月17日 | さとう珠緒   | あり     | なし     | 長編と同時収録 | 単独リリース | * 1999年劇場長編アニメと同時公開 |
| 3    | 無印     | ピチューとピカチュウ                     | 園田英樹 | 2000年7月8日  | 酒井法子     | あり     | なし     | 長編と同時収録 | 単独リリース | * 2000年劇場長編アニメと同時公開 |
| 4    | 無印     | ピカチュウのドキドキかくれんぼ           | 大橋志吉 | 2001年7月7日  | 遠藤久美子   | あり     | なし     | 単独リリース   | 単独リリース | * 2001年劇場長編アニメと同時公開 |
| 5    | 無印     | ピカピカ星空キャンプ                     | 大橋志吉 | 2002年7月13日 | 優香         | あり     | なし     | 単独リリース   | 単独リリース | * 2002年劇場長編アニメと同時公開 |
| 6    | AG       | おどるポケモンひみつ基地                 | 大橋志吉 | 2003年7月19日 | 山田花子     | あり     | なし     | 単独リリース   | 単独リリース | * 2003年劇場長編アニメと同時公開 |
| 7    | AG       | ピカチュウのなつまつり                   | 藤田伸三 | 2004年8月1日  | 堀内賢雄     | なし     | あり     | 単独リリース   | 単独リリース | * 劇場公開はなし                 |
| 8    | AG       | ピカチュウのおばけカーニバル             | 武上純希 | 2005年8月1日  | 堀内賢雄     | なし     | あり     | 単独リリース   | なし         | * 劇場公開はなし                 |
| 9    | AG       | ピカチュウのわんぱくアイランド           | 大橋志吉 | 2006年8月1日  | 堀内賢雄     | なし     | あり     | 単独リリース   | なし         | * 劇場公開はなし                 |
| 10   | DP       | ピカチュウたんけんクラブ                 | 大橋志吉 | 2007年8月1日  | 堀内賢雄     | なし     | あり     | 単独リリース   | なし         | * 劇場公開はなし                 |
| 11   | DP       | ピカチュウ 氷の大冒険                    | 松井亜弥 | 2008年8月1日  | 堀内賢雄     | なし     | あり     | 単独リリース   | なし         | * 劇場公開はなし                 |
| 12   | DP       | ピカチュウのキラキラだいそうさく!        | 大橋志吉 | 2009年8月1日  | 堀内賢雄     | なし     | あり     | 単独リリース   | なし         | * 劇場公開はなし                 |
| 13   | DP       | ピカチュウのふしぎなふしぎな大冒険       | 大橋志吉 | 2010年8月1日  | 堀内賢雄     | なし     | あり     | 単独リリース   | なし         | * 劇場公開はなし                 |
| 14   | BW       | ピカチュウのサマー・ブリッジ・ストーリー | 大橋志吉 | 2011年8月1日  | 堀内賢雄     | なし     | あり     | 単独リリース   | なし         | * 劇場公開はなし                 |
| 15   | BW       | メロエッタのキラキラリサイタル           | 大橋志吉 | 2012年7月14日 | 夏菜         | あり     | あり     | 長編と同時収録 | なし         | * 2012年劇場長編アニメと同時公開 |
| 16   | BW       | ピカチュウとイーブイ☆フレンズ            | 松井亜弥 | 2013年7月13日 | 前田敦子     | あり     | あり     | 長編と同時収録 | なし         | * 2013年劇場長編アニメと同時公開 |
| 17   | XY       | ピカチュウ、これなんのカギ?              | 冨岡淳広 | 2014年7月19日 | 渡辺麻友     | あり     | あり     | 長編と同時収録 | なし         | * 2014年劇場長編アニメと同時公開 |
| 18   | XY       | ピカチュウとポケモンおんがくたい         | 園田英樹 | 2015年7月18日 | 山本美月     | あり     | あり     | 長編と同時収録 | なし         | * 2015年劇場長編アニメと同時公開 |

#### 機内上映作品
夏休み期間に全日空の一部の機内で短編アニメーションが上映されている。
2004年から2011年までの上映作品については

### 3D映画
期間限定で上映された短編の3D映画作品。

#### ポケモン3Dアドベンチャー ミュウを探せ!
概要
世界初のポケモン3D映画。「愛・地球博」ささしまサテライト会場内に開園した「ポケパーク」に隣接する「ラ・バーモささしま（現：マーケットスクエアささしま）」内の「109シネマズ名古屋」でのみ、ポケパークの開園期間中に上映された。2006年4月15日 - 5月14日に東京アニメセンターなどで、オリジナルバージョンが上映された。2008年10月にワーナー・マイカル・シネマズ（現：イオンシネマ）が3D映画の上映設備を導入した際に開催された「3D立体映画フェスティバル」の一環として後述の「ピカチュウの海底大冒険」とともに上映された。2011年2月26日から那須ハイランドパークでも上映された。
キャスト
- ピカチュウ - 大谷育江
- ニャース - 犬山イヌコ
- ソーナンス、ジュプトル - うえだゆうじ
- オオスバメ、フォレトス - 石塚運昇
- ヘイガニ、サボネア - 小西克幸
- コータス - 三木眞一郎
- ユキワラシ、フシギダネ - 伊東みやこ
- ワカシャモ、ドクケイル - 西村ちなみ
- アゲハント - 白石涼子
- エネコ、ミズゴロウ - 林原めぐみ
- ゴンベ、ハブネーク - 佐藤智恵
- ルンパッパ - 立木文彦
- チリーン - 吉原ナツキ
- ミュウ - こおろぎさとみ

#### ポケモン3Dアドベンチャー2 ピカチュウの海底大冒険
概要
ポケモン3D映画の第2弾。東京アニメセンターなどの4ヵ所で、2007年5月20日 - 8月31日まで上映された。
キャスト
- ピカチュウ、マネネ、サニーゴ - 大谷育江
- ニャース - 犬山イヌコ
- ヘイガニ、ラティオス - 小西克幸
- エイパム - 伊東みやこ
- ゴンベ - 佐藤智恵
- イーブイ、ラティアス - 林原めぐみ
- ゼニガメ - 半場友恵
- ウソハチ - 阪口大助
- マナフィ - 白鳥由里

### プラネタリウム映画
プラネタリウム設営館で上映の映画。コニカミノルタプラネタリウム制作。
ポケットモンスターアドバンスジェネレーション プラネタリウム 天空からの挑戦
2004年制作。
ポケットモンスター アドバンスジェネレーション あつまれ！ポケモン・プラネットセンター
2006年制作。
ポケットモンスターダイヤモンド・パール あつまれ!ポケモン星まつり
2008年制作。
ポケットモンスター ベストウイッシュ 光と影のテンキュウギ
2011年制作。キャッチコピーは「解き明かせ、テンキュウギの謎―」
ポケットモンスター XY 宇宙の破片（そらのはへん）
2014年制作。キャッチコピーは「宇宙を埋め尽くす無数の脅威！キズナの力で未来を切り拓け（ひらけ）！」
ポケットモンスター サン&ムーン プラネタリウム
2017年制作。上映時間29分。全天周CG＋アニメーション。キャッチコピー「ゼンリョクで見逃すな！太陽と月が奏でる"奇跡の瞬間"」
プラネタリウム ポケットモンスター オーロラからのメッセージ
2020年制作。上映時間28分。全天周CG＋アニメーション。ポケットモンスター (2019年のアニメ)版の映画化。

## アニメ映画主題歌
第15作（ケルディオ）までのオープニングは全てピカチュウレコード（メディアファクトリーのレーベル）よりリリースされていたが、タイアップであるエンディングは発売元が異なっていた。第16作以降は一部を除き、オープニング・エンディング共にソニー・ミュージック系列のアーティストを起用している。
オープニングについては第23作（ココ）を除き、テレビシリーズで使用されている楽曲、あるいはその映画バージョンを使用している。
第23作（ココ）では作詞作曲を岡崎体育、歌をトータス松本が担当した「ふしぎなふしぎな生きもの」をオープニング・エンディングとは別にメインテーマとして使用した。

### 長編作品の主題歌
| 通算 | 作品タイトル                                                | オープニングテーマ                         | オープニングテーマ                       | エンディングテーマ                     | エンディングテーマ                                  | メインテーマ             | メインテーマ |
| 通算 | 作品タイトル                                                | 曲名                                       | 歌                                       | 曲名                                   | 歌                                                  | 曲名                     | 歌           |
| ---- | ----------------------------------------------------------- | ------------------------------------------ | ---------------------------------------- | -------------------------------------- | --------------------------------------------------- | ------------------------ | ------------ |
| 1    | ミュウツーの逆襲                                            | めざせポケモンマスター'98                  | 松本梨香                                 | 風といっしょに                         | 小林幸子 （日本コロムビア）                         | なし                     | なし         |
| 2    | 幻のポケモン ルギア爆誕                                     | ライバル!                                  | 松本梨香                                 | toi et moi                             | 安室奈美恵 （avex trax）                            | なし                     | なし         |
| 3    | 結晶塔の帝王 ENTEI                                          | OK!2000                                    | 松本梨香                                 | 虹がうまれた日                         | 森公美子                                            | なし                     | なし         |
| 4    | セレビィ 時を超えた遭遇                                     | めざせポケモンマスター2001                 | 松本梨香                                 | 明日天気にしておくれ                   | 藤井フミヤ （Sony Music Associated Records）        | なし                     | なし         |
| 5    | 水の都の護神 ラティアスとラティオス                         | めざせポケモンマスター2002                 | coba & 松本梨香                          | ひとりぼっちじゃない（映画バージョン） | coba & 宮沢和史                                     | なし                     | なし         |
| 6    | 七夜の願い星 ジラーチ                                       | なし                                       | なし                                     | 小さきもの                             | 林明日香 （東芝EMI）                                | なし                     | なし         |
| 7    | 裂空の訪問者 デオキシス                                     | なし                                       | なし                                     | L・O・V・E・L・Y 〜夢見るLOVELY BOY〜  | Tommy february6 （DefSTAR RECORDS）                 | なし                     | なし         |
| 8    | ミュウと波導の勇者 ルカリオ                                 | バトルフロンティア                         | 髙屋亜希那                               | はじまりのうた                         | PUFFY （Ki/oon Records）                            | なし                     | なし         |
| 9    | ポケモンレンジャーと蒼海の王子 マナフィ                     | なし                                       | なし                                     | 守るべきもの                           | Sowelu （DefSTAR RECORDS）                          | なし                     | なし         |
| 10   | ディアルガVSパルキアVSダークライ                            | Together2007                               | あきよしふみえ                           | I Will Be With You 〜いつもそばに〜    | サラ・ブライトマン （EMIミュージック・ジャパン）    | なし                     | なし         |
| 11   | ギラティナと氷空の花束 シェイミ                             | なし                                       | なし                                     | ONE                                    | Crystal Kay （EPIC Records Japan）                  | なし                     | なし         |
| 12   | アルセウス 超克の時空へ                                     | ハイタッチ!2009                            | サトシ（松本梨香） &ヒカリ（豊口めぐみ） | 心のアンテナ                           | 中川翔子 （Sony Music Records）                     | なし                     | なし         |
| 13   | 幻影の覇者 ゾロアーク                                       | なし                                       | なし                                     | アイスクリーム シンドローム            | スキマスイッチ （アリオラジャパン）                 | なし                     | なし         |
| 14   | ビクティニと黒き英雄 ゼクロム ビクティニと白き英雄 レシラム | ベストウイッシュ!-NEW MIX&EDIT-            | 松本梨香                                 | 宙 -そら- 響 -こえ-                    | Every Little Thing （avex trax）                    | なし                     | なし         |
| 15   | キュレムVS聖剣士 ケルディオ                                 | やじるしになって! -MOVIE EDIT-             | 松本梨香                                 | Memories                               | ローラ （UNIVERSAL INTERNATIONAL）                  | なし                     | なし         |
| 16   | 神速のゲノセクト ミュウツー覚醒                             | 夏めく坂道                                 | ダイスケ （EPIC Records Japan）          | 笑顔                                   | いきものがかり （EPIC Records Japan）               | なし                     | なし         |
| 17   | 破壊の繭とディアンシー                                      | メガV（ボルト）                            | 遊助 （ソニー・ミュージックレコーズ）    | 夜明けの流星群                         | SCANDAL （EPIC Records Japan）                      | なし                     | なし         |
| 18   | 光輪の超魔神 フーパ                                         | なし                                       | なし                                     | Tweedia                                | 安田レイ （SME Records）                            | なし                     | なし         |
| 19   | ボルケニオンと機巧のマギアナ                                | XY&Z -movie ver.-                          | サトシ（松本梨香） （SME Records）       | ポストに声を投げ入れて                 | YUKI （EPIC Records Japan）                         | なし                     | なし         |
| 20   | キミにきめた!                                               | めざせポケモンマスター -20th Anniversary-  | 松本梨香 （SME Records）                 | オラシオンのテーマ 〜共に歩こう〜      | 林明日香 （EPICレコードジャパン）                   | なし                     | なし         |
| 21   | みんなの物語                                                | なし                                       | なし                                     | ブレス                                 | ポルノグラフィティ （SME Records）                  | なし                     | なし         |
| 22   | ミュウツーの逆襲EVOLUTION                                   | めざせポケモンマスター'98（2019 Remaster） | 松本梨香 （SME Records）                 | 風といっしょに                         | 小林幸子、中川翔子 （ソニー・ミュージックレコーズ） | なし                     | なし         |
| 23   | ココ                                                        | ココ                                       | Beverly （avex trax）                    | ただいまとおかえり                     | 木村カエラ （ビクターエンタテインメント）           | ふしぎなふしぎな生きもの | トータス松本 |

### 短編作品の主題歌
| 通算      | 作品タイトル                                     | オープニングテーマ      | オープニングテーマ                                 | エンディングテーマ         | エンディングテーマ                                               |
| 通算      | 作品タイトル                                     | 曲名                    | 歌                                                 | 曲名                       | 歌                                                               |
| --------- | ------------------------------------------------ | ----------------------- | -------------------------------------------------- | -------------------------- | ---------------------------------------------------------------- |
| 1         | ピカチュウのなつやすみ                           | なつやすみファンクラブ  | ポケモンキッズ、ピカチュウ（大谷育江）             | ピカピカまっさいチュウ     | ポケモンキッズ &オーキド博士（石塚運昇）、ピカチュウ（大谷育江） |
| 2         | ピカチュウたんけんたい                           | たんけんたいをつくろう! | ポケモンキッズ                                     | そらとぶポケモンキッズ     | ベッキー                                                         |
| 3         | ピチューとピカチュウ                             | ピチュピカ♪スウィング   | ネオ★ポケッツ                                      | ともだち記念日             | 酒井法子&竹中直人                                                |
| 4         | ピカチュウのドキドキかくれんぼ                   | かくれんぼ              | Whiteberry                                         | まなつのだいさくせん!      | 遠藤久美子                                                       |
| 5         | ピカピカ星空キャンプ                             | あの丘を目指して        | ボケモン5 （山田花子、雨上がり決死隊、DonDokoDon） | ポケッターリ・モンスターリ | 可名                                                             |
| 6         | おどるポケモンひみつ基地                         | ポルカ・オ・ドルカ      | ニャース（犬山イヌコ）                             | 冒険のはじまりだ!!         | KAORI                                                            |
| 7 （S1）  | ポケモン3Dアドベンチャー ミュウを探せ!           | なし                    | なし                                               | ハロー!サンキュー!         | ベッキー&ポケパークKIDS合唱団                                    |
| 8 （S2）  | ポケモン3Dアドベンチャー2 ピカチュウの海底大冒険 | なし                    | なし                                               | ビッグ・ニャース・ディ     | ニャース（犬山イヌコ）&ノリノリガールズ                          |
| 9 （15）  | メロエッタのキラキラリサイタル                   | なし                    | なし                                               | みてみて☆こっちっち        | ももいろクローバーZ                                              |
| 10 （16） | ピカチュウとイーブイ☆フレンズ                    | なし                    | なし                                               | 手をつなごう               | 私立恵比寿中学                                                   |
| 11 （17） | ピカチュウ、これなんのカギ?                      | なし                    | なし                                               | ピースマイル!              | J☆Dee'Z （ソニー・ミュージックレコーズ）                         |
| 12 （18） | ピカチュウとポケモンおんがくたい                 | なし                    | なし                                               | ガオガオ・オールスター     | Little Glee Monster （ソニー・ミュージックレコーズ）             |